# Buslijn U (Haaglanden)
Buslijn U van HTM is een voormalige buslijn in de regio Haaglanden, in de Nederlandse provincie Zuid-Holland.

## Geschiedenis
1948-1955
- 14 juli 1948: De eerste instelling van lijn U vond plaats als zomerlijn op het traject Lisztplein (Loosduinen) - Kijkduinsestraat (Kijkduin). Van 1929 tot 1931 reed de HTM dit traject als buslijn N.
- 28 augustus 1955: Zoals gebruikelijk werd de dienstregeling van lijn U aan het einde van het zomerseizoen beëindigd.
- 31 oktober 1955: Lijn U werd opgeheven in het kader van de wijziging van alle Haagse buslijnnummers van letters in cijfers. Het traject werd - eveneens als zomerlijn - overgenomen door lijn 35.